# تمرد الشمال والغرب
كان تمرد الشمال والغرب (بالإنجليزية North-West Rebellion) الواقع في العام 1885 تمردًا قام به شعب الميتي بقيادة لويس ريل وشعوب كري من الأمم الأولى وشعب أسينيبويني من مقاطعة ساكساتشوان ضد حكومة كندا. شعر الكثير من الميتي أن كندا لم تحمِ حقوقهم وأرضهم وبقاءهم كشعب منفرد. طُلب ريل لقيادة حركة الاحتجاج. حول ريل الحركة إلى عمل عسكري ذو لهجة دينية حادة. ما سبب نفورًا عند رجال الدين الكاثوليك، والبيض، ومعظم القبائل الأصلية وبعض الميتي. لكنه كسب موالاة عدة مئات من رجال الميتي المسلحين، وعدد أقل من محاربي الشعوب الأصلية الأخرى ورجل أبيض واحد على الأقل في باتوش في مايو من عام 1885، في مواجهة 900 من الميليشيا الكندية إضافة إلى بعض السكان المحليين المسلحين. قُتل 91 شخصًا في الاقتتال الذي دار في ذاك الربيع قبل انهيار التمرد.
بصرف النظر عن بعض الانتصارات الأولى البارزة في معارك دك ليك، وفيش كريك، وكت نايف، سقط التمرد عندما جلبت قوات الحكومة الساحقة والنقص الحاد في الإمدادات الهزيمة على شعب ميتي في حصار باتوش الذي دام أربعة أيام. وتفرق بقية الحلفاء من الشعوب الأصلية. أُسر عدة من رؤساء القبائل الأصلية وقضى بعضهم وقتًا في السجن. شُنق ثمانية من السكان الأصليين في أكبر المشانق الجماعية الكندية لاقترافهم القتل خارج النزاع العسكري. أُسر ريل وجرت محاكمته وأُدين بالخيانة. وشُنق رغم الكثير من مناشدات الإعفاء عنه حول كندا. صار ريل شهيدًا بطلًا بالنسبة لكندا الفرانكوفونية. نمت نتيجة ذلك، بصورة جزئية، توترات إثنية بلغت مبلغ شقاق عميق بقيت تداعياته محسوسة. ساهم قمع التمرد في الواقع الحالي لمقاطعات البراري التي أصبحت محكومة من الناطقين بالإنجليزية ما سمح بوجود فرانكفوني محدود جدًا، وكان سببًا مساعدًا في تنفير الناطقين بالفرنسية عبر كندا والذين شعروا بالمرارة جراء قمع مواطنيهم. نتيجة الدور المحوري الذي لعبته سكك حديد المحيط الهادئ الكندية في نقل القوات، تزايد دعم حكومة المحافظين، وأذن البرلمان بتمويل أول خط سكك حديدية عابر للقارات في البلاد.

## خلفية
بعد تمرد النهر الأحمر في عام 1869 – 1870، انتقل العديد من الميتي من مانيتوبا إلى منطقة فورت كارلتون في الأراضي الشمالية الغربية، حيث أسسوا مستوطنات الفرع الجنوبي في فيش كريك، وباتوش، وسان لوران وسان لويس ودك ليك قرب نهر ساسكاتشوان الجنوبي. في عام 1882، بدأ المساحون تقسيم أرض مقاطعة ساسكاتشوان المنشأة حديثًا ضمن نظام امتياز المساحات. وُضعت أراضي الميتي ضمن النظام الإقطاعي للقطاعات الممتدة من نهر كان مألوفًا للميتي في ثقافتهم الكندية الفرنسية. بعد عام من المسح، اكتشفت عائلات أبرشية سان لويس البالغ عددهم 36 عائلة أن أرضهم وموقع قريتهم الذي ضم كنيسة ومدرسة (في القرية 45، النطاق 7 غرب خط الطول الثاني من مسح الأراضي الحكومي) قد باعته الحكومة الكندية لشركة استعمار الأمير ألبرت. في غياب حق الملكية الخالص، خاف الميتي فقدان أرضهم التي أصبحت، بعد فقدان قطعان الجواميس، مصدر رزقهم الأساسي.
وفي سنة 1884، طالب شعب المايتي (ومن بينهم المايتي الأنجلو) لويس رييل أن يعود من الولايات المتحدة حيث فرّ عقب تمرد البحر الأحمر؛ ليتحدث إلى الحكومة نيابة عنهم. ولكن الحكومة ردت ردًا غامضًا. وفي مارس سنة 1885، أسس جبريل دومونت، وأونر جاكسون (المعروف أيضًا باسم ويل جاكسون) وآخرون الحكومة الإقليمية لساسكاتشيوان، حيث اعتقدوا أن بإمكانهم التأثير على الحكومة الفيدرالية بنفس الطريقة التي قاموا بها سنة 1869.
وغالبًا ما كان يُساء فهم دور السكان الأصليين قبل - وخلال - اندلاع التمرد. فقد أسهمت عدد من العوامل في تولد فهم خاطئ أن شعب الكري والمايتي كانوا يعملون في انسجام. وبحلول نهاية السبعينيات من القرن الثامن عشر، كانت الأجواء مهيأة لسخط السكان الأصليين المقيمين بالمراعي: فأعداد حيوانات البيسون كانت في تراجع حاد (مما أدى لوقوع العديد من الصعوبات الاقتصادية)، وفي محاولة لتأكيد سيطرتها على مستوطنة السكان الأصليين، وكانت الحكومة الفيدرالية كثيرًا ما تنتهك شروط المعاهدات التي وقّعتها خلال الفترة الأخيرة من ذلك العِقد. ومن ثَمّ، دفع السخط الواسع بالمعاهدات وانتشار الفقر الشديد الدب الكبير أحد قادة شعب الكري إلى قيادة حملة دبلوماسية لإعادة المفاوضات حول بنود الاتفاقيات (تزامن وقت الحملة مع تنامي الشعور بالإحباط بين شعب المايتي). وعندما بدأ شعب الكري في ممارسة العنف في ربيع سنة 1885، لم يكن ذلك مرتبطًا تقريبًا بثورة رييل وشعب المايتي (والتي كانت قد بدأت بالفعل). وفي كلٍ من مذبحة بحيرة الضفادع ووحصار حصن باتلفورد، ثارت مجموعات محدودة من شعب الكري من المنشقين على سلطة الدب الكبير والقائد بوندميكر. وبالرغم من بيانه لحكومة أوتاوا أن هاتين الواقعتين كانتا نتيجة شعور الناس باليأس والمجاعة وليستا مرتبطتين بالتمرد، إلا أن إيدجر ديودني، القائم مقام هذه الأراضي، أكد بصورة علانية أن شعب الكري والمايتي قد انضما للقوات.